# Stacia Napierkowska
Stacia Napierkowska est une actrice et danseuse française d'origine polonaise, née Renée Claire Angèle Élisabeth Napierkowski le 16 septembre 1891 à Paris 6e et morte le 11 mai 1945 à Paris 8e.

## Biographie

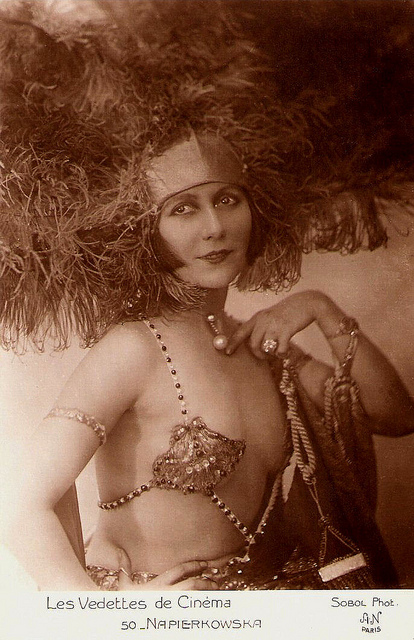
Stacia Napierkowska,
vedette de cinéma.

Stacia Napierkowska est la fille de Stanisław Artur Napier-Kowski, le graveur Napier, et de Claire Angèle Hortense Comte. Elle a passé une grande partie de son enfance en Turquie.
Stacia Napierkowska fut à plusieurs reprises la partenaire de Max Linder. 
Proche de Mistinguett et de Germaine Dulac, avec laquelle elle a tourné Venus Victrix, elle a été, en 1917, la réalisatrice d'un unique film, L'Héritière de la manade.
Elle a connu l'un de ses plus grands succès, au cinéma, avec le rôle d'Antinéa dans L'Atlantide de Jacques Feyder en  1921.
Elle épouse Joseph Frédéric Julien Bethenod en 1927.
Stacia Napierkowska est morte à son domicile parisien du 33, avenue Montaigne. Initialement inhumée au cimetière parisien de Bagneux, elle fut transférée au cimetière des Batignolles (29e division) en juin 1946.

## Filmographie
- 1908 : L'Arlésienne d'Albert Capellani (court métrage)
- 1908 : L'Empreinte ou la Main rouge de Paul-Henry Burguet (court métrage)
- 1908 : Salomé d'Albert Capellani (court métrage)
- 1909 : Lucrèce Borgia d'Albert Capellani (court métrage)
- 1909 : Le Songe d'une nuit d'été (court métrage anonyme)
- 1909 : Les Angoisses artistiques de Thélos (court métrage anonyme) : la statue
- 1909 : Le Fils du saltimbanque (court métrage anonyme)
- 1909 : La Peau de chagrin de Michel Carré (court métrage)
- 1909 : Dans l'Hellade de Charles Decroix (court métrage)
- 1909 : L'Œuvre de Jean Serval de Michel Carré (court métrage) : Léa Frascolo
- 1909 : L'Assommoir d'Albert Capellani (court métrage)
- 1909 : Del Rebbio (court métrage anonyme)
- 1910 : Pierrot aime les roses de René Leprince (court métrage)Stacia Napierkowska.

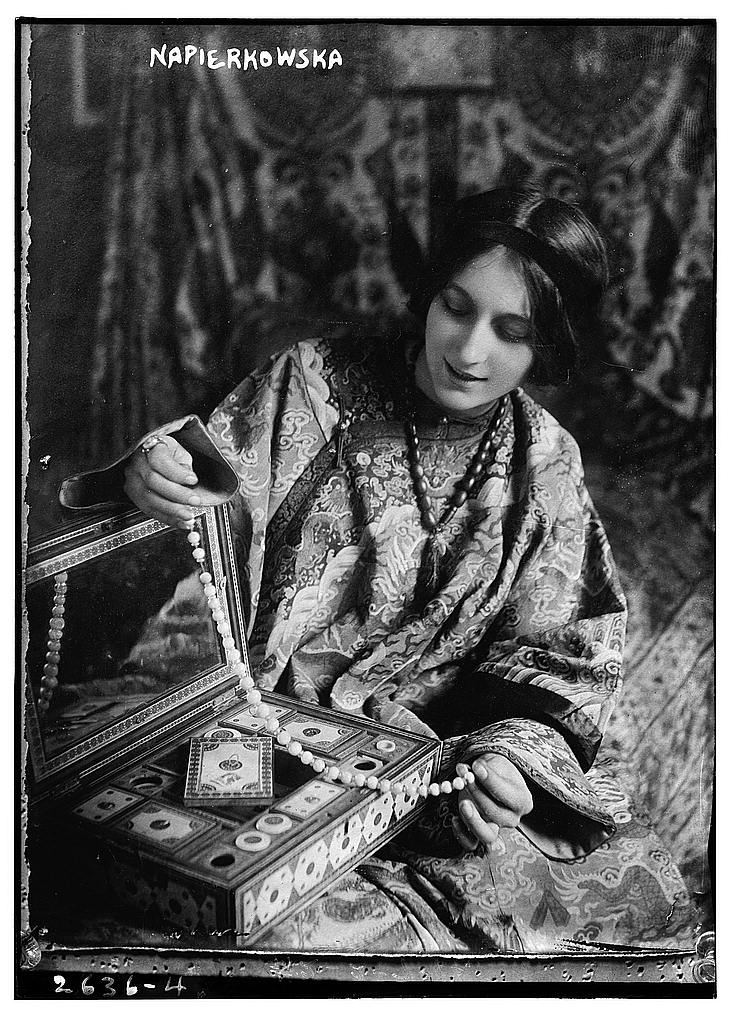
Stacia Napierkowska.

- 1910 : Messaline d'Henri Andréani (court métrage)
- 1910 : Le Festin de Balthazar de Louis Feuillade (court métrage)
- 1910 : La Zingara d'Albert Capellani
- 1910 : Le Charme des fleurs de Gaston Velle (court métrage)
- 1910 : La Complice (ou L'Écharpe) d'Albert Capellani : la danseuse
- 1910 : Danses cambodgiennes (court métrage anonyme)
- 1910 : Au temps des Pharaons de Gaston Velle (court métrage)
- 1910 : La Tragique Aventure de Robert le Taciturne, duc d'Aquitaine de Ferdinand Zecca et Henri Andréani (court métrage) : la Bohémienne
- 1910 : Cléopâtre de Ferdinand Zecca et Henri Andréani (court métrage) : un messager
- 1910 : Cagliostro, aventurier, chimiste et magicien de Camille de Morlhon et Gaston Velle (court métrage) : Lorenza
- 1910 : David et Goliath d'Henri Andréani (court métrage)
- 1910 : Max et la fuite de gaz de Max Linder (court métrage)
- 1911 : Le Roman d'une pauvre fille de Gérard Bourgeois (film en 4 parties)
- 1911 : Le Chef-d'œuvre de Georges Denola (court métrage) : le modèle
- 1911 : Madame Tallien d'Albert Capellani (court métrage)
- 1911 : Tristan et Yseult d'Albert Capellani (court métrage)
- 1911 : Le Pain des petits oiseaux d'Albert Capellani (court métrage) : Ginette
- 1911 : La Pipe d'opium de René Leprince (court métrage)
- 1911 : La Danseuse de Siva d'Albert Capellani : la danseuse Vaimalah
- 1911 : La Coupable (court métrage anonyme)
- 1911 : Sémiramis de Camille de Morlhon (court métrage en 10 tableaux) : une danseuse babylonienne
- 1911 : Rival de Satan de Gérard Bourgeois (court métrage) : la fée bienfaitrice ou Bertrade
- 1911 : Notre-Dame de Paris d'Albert Capellani (court métrage) : Esmeralda
- 1912 : Le Chef d'œuvre de Georges Denola : le modèle
- 1912 : La Fièvre de l'or de Ferdinand Zecca et René Leprince (film en 3 parties) : elle-même dansant “Le Triomphe du veau d'or”
- 1912 : La Bien-aimée (Douce Alsace) de Maurice Le Forestier (court métrage tourné en 2 parties) : Lisbeth
- 1912 : Max lance la mode de Max Linder et René Leprince (court métrage)
- 1912 : La Légende des tulipes d'or de René Leprince (court métrage)
- 1912 : Milord l'Arsouille court métrage anonyme) : Marie
- 1912 : Un tragique amour de Mona Lisa d'Albert Capellani
- 1912 : Max escamoteur ou Le succès de la prestidigitation de Max Linder (court métrage)
- 1912 : Le Tragique Amour de Mona Lisa d'Albert Capellani (court métrage)
- 1912 : Une nuit agitée de Max Linder (court métrage)
- 1912 : Un amour de la du Barry d'Albert Capellani (court métrage) : Jeanne du Barry
- 1912 : Les Martyrs de la vie de René Leprince (court métrage)
- 1912 : Les Mystères de Paris d'Albert Capellani
- 1912 : Max peintre par amour de Max Linder (court métrage) : la fille de Mme Cabaneilles
- 1912 : Le Miracle des fleurs de René Leprince (court métrage)
- 1912 : Amour tenace de Max Linder (court métrage) : la fille Rocdefer
- 1912 : Le Voyage de noces en Espagne de Max Linder (court métrage)
- 1912 : Max émule de Tartarin de Max Linder (court métrage)
- 1912 : Entente cordiale de Max Linder (court métrage)
- 1912 : Max veut grandir de Max Linder (court métrage)
- 1912 : Un mariage au téléphone de Max Linder (court métrage)
- 1912 : Le Réprouvé de René Leprince (court métrage) : Gadelette
- 1913 : Un roman parisien d'Adrien Caillard
- 1913 : Roule ta bosse (court métrage anonyme)
- 1913 : Le Roi du bagne de René Leprince
- 1913 : Le Mariage de l'amour de Maurice Le Forestier (court métrage) : Psyché
- 1913 : Max jockey par amour de Max Linder et René Leprince (court métrage)
- 1913 : Max toréador de Max Linder (court métrage)
- 1914 : Scarpine rotte d'Ugo Falena (court métrage)
- 1914 : Lo stratagemma di Stasià d'Ugo Falena (court métrage)
- 1914 : L'Étoile du génie de Ferdinand Zecca et René Leprince
- 1914 : Il sogno di Giacobbe d'Ugo Falena (court métrage)
- 1914 : El sello de oro de José de Togorès
- 1915 : La Dernière Danse (L'ultima danza) de Gerolamo Lo Savio (court métrage)
- 1915 : Le Fantôme du bonheur (Il fantasma della felicita) d'Ugo Falena
- 1915 : La Désillusion de Pierrot (Il disinganno di Pierrot, court métrage anonyme en 6 tableaux) : Pierrot
- 1915 : Les Vampires 1 : La Tête coupée de Louis Feuillade : Marfa Koutiloff
- 1915 : Les Vampires 2 : La Bague qui tue de Louis Feuillade : Marfa Koutiloff
- 1916 : Sabine (Sabina) d'Elio Gioppo
- 1916 : C'est pour les orphelins ! de Louis Feuillade : l'institutrice
- 1916 : La Fille d'Hérodiade (La figlia di erodiade) de Ugo Falena - 1.035m -
- 1916 : Cœur et cœurs (Cuore e cuori) d'Ugo Falena (court métrage)
- 1916 : Le Reflet du passé (Il ritorno della mamma) d'Ugo Falena (court métrage)
- 1916 : La Double Image (Un'immagine e due anime, court métrage anonyme) : Lia Aroldo et Princesse Nirkina
- 1916 : Effets de lumière (Effetti di luci) d'Ercole-Luigi Morselli et Ugo Falena (court métrage)
- 1916 : La Pupille (La pupilla) d'Ugo Falena : Elena
- 1916 : Flore la modèle (La modella) d'Ugo Falena (court métrage)
- 1916 : Diane la mystérieuse (La misteriosa) d'Ubaldo Pittei
- 1916 : Chiffonnette de Ubaldo Pittei - 1.420m - Chiffonnette
- 1917 : Venus Victrix de Germaine Dulac : Djali
- 1917 : L'Héritière de la manade de Stacia Napierkowska
- 1917 : Le Sacrifice (court métrage anonyme)
- 1917 : Caligula (La tragica fine di Caligula imperator) d'Ugo Falena : Eglé
- 1917 : La seconda moglie d'Elio Gioppo
- 1917 : Le Conclave (Il conclave, réalisation anonyme)
- 1921 : La Fille de Camargue d'Henri Etievant : Miette
- 1921 : L'Atlantide de Jacques Feyder : la reine Antinea
- 1921 : La Douloureuse Comédie de Théo Bergerat : Stacia, une danseuse
- 1922 : Inch'Allah de Franz Toussaint : la danseuse Zilah
- 1925 : Les Frères Zemganno d'Albert-Francis Bertoni : Fanny Thompkins
- 1926 : Le Berceau de Dieu de Fred Leroy-Granville : Salomé